# Cirurgia de feminização facial
A cirurgia de feminização facial (CFF) (em inglês:  facial feminization surgery - FFS) é um dos recursos médicos usados para suavizar o aspecto do rosto e torná-lo mais feminino. É uma técnica de cirurgia procurada principalmente por transexuais e transgêneros em seu processo de transição de gênero.
Há vários procedimentos cirúrgicos envolvidos, os quais podem ser feitos em conjunto ou de acordo com a necessidade de cada paciente. Os mais usuais são: raspagem das arestas das sobrancelhas, abrandamento do formato da mandíbula, diminuição ou redimensionamento da testa (e das possíveis entradas), rinoplastia, transplante capilar, raspagem do pomo-de-adão, lifting, blefaroplastia, aplicação de colágeno, entre outros.
Há diferenças básicas entre o rosto masculino e o feminino, que são devidas basicamente a fatores genéticos e hormonais, e se manifestam na puberdade.